# Хрони (мыс)
Хро́ни (Хронья; укр. Хроні, крымскотат. Hroni, Хрони) — узкий, заканчивающийся башнеобразным утёсом мыс в Крыму. Расположен на северо-восточной оконечности Керченского полуострова, в 0,5 км к северу от села Осовины. С запада мыс омывается бухтой Булганак, на востоке — северный вход в Керченский пролив.

## История
Во время Великой Отечественной войны в ходе Керченско-Феодосийской десантной операции 26 декабря 1941 года в условиях пурги и сильного мороза на мыс Хрони происходила высадка сил 83-й бригады морской пехоты Высадка десанта проходила под сильным огнем противника. Десантников здесь поддерживали огнем канонерские лодки «Днестр» и № 4. Удалось высадить с кораблей 1 452 человека, выгрузить три танка и четыре орудия. Из состава 83-й бригады морской пехоты здесь высадился 3 батальон под командованием старшего лейтенанта А. П. Панова, штаб и управление бригады во главе с полковником И. П. Леонтьевым[6].
В 600 метрах к востоку от мыса Хрони на выходе из Керчь-Еникальского канала 22 ноября 2018 затонула баржа, на борту которой находилось 3300 тонн зерна. Об этом сообщила пресс-служба ГУ МЧС РФ по Крыму. Затопление судна в морском судоходном канале произошло на глубине около десяти метров. В результате инцидента члены экипажа не пострадали. Препятствий судоходству создано не было.

## Достопримечательности
Прибрежный аквальный комплекс у мыса Хрони — гидрологический памятник природы.